# Jean-Antoine Bérard
Jean-Antoine Bérard (Lunèl, Occitània, 1710 - París, 1 de desembre de 1772) fou un cantant d'òpera, tenor, professor de música, violoncel·lista i compositor francès.
Tenor i professor de cant, Bérard va debutar a l'Académie Royale de Musique a principis del 1733, i fou destituït a la Setmana Santa d'aquell mateix any. El 2 de setembre de 1733 s'incorporà a la Théâtre-Italien de París. El 1736 va tornar a estar a l'Académie Royale, que finalment va deixar el 1745. Durant aquest interval de temps va actuar, ocupant diversos papers menors en algunes de les obres de Jean-Philippe Rameau, a Castor et Pollux (1737), Dardanus (1739), Fêtes d'Hébé (1739) i al tercer entrant de Les Indes galantes (1743). El 1743 va cantar el paper principal a l'estrena del ballet còmic de Joseph Bodin de Boismortier, Don Quichotte chez la Duchesse, amb la famosa soprano Marie Fel. Dos anys més tard es va retirar de l'òpera per dedicar-se a l'ensenyament i al violoncel. Es va convertir en el primer violoncel·lista de l’orquestra de la Comédie-Italienne el 1762 i el mateix any es va casar amb Mlle Deschamps (n. 1730), actriu de l’Opéra-Comique.
En el seu tractat, L’art du chant (París, 1755), dedicat a Madame de Pompadour, analitzà els aspectes físics i anatòmics de la producció de tons. Aquesta obra esdevé un resum del pensament francès sobre l’art de la cançó a mitjan segle xviii. La seva descripció de l'efecte de la fisiologia vocal sobre el to, la dicció i l'ornamentació va ser la més exhaustiva del seu temps, i és sorprenentment exacta segons els coneixements actuals.